# Sundaminivett
Sundaminivett (Pericrocotus miniatus) är en fågel i familjen gråfåglar inom ordningen tättingar.

## Utseende och läte
Sundaminivetten är en bjärt färgad tätting med lång stjärt. Hanen är mycket lik andra minivetthanar. Noterbart är en ordentligt utbredd och sammanhållen röd vingpanel, djupare röd färgsättningen generellt och en helsvart strupe utan inslag av grått. Honan är mycket mer distinkt, med jordgubbsrött på rygg och ansikte. Bland lätena hörs en hård drill och en ljus vissling, "tserrri", båda metalliska.

## Utbredning och systematik
Fågeln förekommer i högländerna på Sumatra och Java. Den behandlas som monotypisk, det vill säga att den inte delas in i några underarter.

## Levnadssätt
Sundaminivetten hittas i bergsskogar på mellan 1200 och 2700 meters höjd. Den är en social fågel som ofta ses i stora flockar i trädkronorna.

## Status och hot
Arten har ett stort utbredningsområde, men tros minska i antal, dock inte tillräckligt kraftigt för att den ska betraktas som hotad. Internationella naturvårdsunionen IUCN listar arten som livskraftig (LC).